# Okręg wyborczy Paddington North
Okręg wyborczy Paddington North powstał w 1885 r. i wysyłał do brytyjskiej Izby Gmin jednego deputowanego. Okręg obejmował północną część londyńskiej dzielnicy Paddington. Został zlikwidowany w 1974 r.

## Deputowani do brytyjskiej Izby Gmin z okręgu Paddington North
- 1885–1887: Lionel Cohen, Partia Konserwatywna
- 1887–1906: John Aird, Partia Konserwatywna
- 1906–1910: Leo Chiozza Money, Partia Liberalna
- 1910–1918: Arthur Strauss, Partia Konserwatywna
- 1918–1929: William Perring, Partia Konserwatywna
- 1929–1945: Brendan Bracken, Partia Konserwatywna
- 1945–1946: Neol Mason-Macfarlane, Partia Pracy
- 1946–1953: William J. Field, Partia Pracy
- 1953–1969: Ben Parkin, Partia Pracy
- 1969–1974: Arthur Latham, Partia Pracy